# 보스 베이비 2
《보스 베이비 2》(영어: The Boss Baby: Family Business)는 2021년 개봉한 미국의 컴퓨터 애니메이션 영화이다. 드림웍스 애니메이션이 제작하고 유니버설 픽처스가 배급하였다. 2017년작 《보스 베이비》의 속편이다. 2021년 7월 2일 미국에서 공개되었다. 한국에서는 2021년 7월 21일에 개봉하였다.

## 줄거리
팀 템플턴은 이제 성인이 되어 아내 캐롤과 두 딸, 7세의 타비사, 그리고 갓난아기 티나와 함께 살고 있다. 팀의 남동생 테드는 성공적인 CEO이며 항상 부재중이다. 어느 날 밤, 팀은 티나가 테드와 마찬가지로 베이비 주식회사에서 왔으며, 테드의 참석이 필요한 "특수 임무"를 맡았다는 것을 알게 된다. 팀은 테드가 절대 오지 않을 것이라고 말하며 전화하는 것을 거부하지만, 티나가 테드를 템플턴 가족의 집으로 유인하기 위해 가짜 음성 메시지를 남긴다.
다음날 아침, 테드가 도착하고 팀은 티나가 베이비 주식회사의 파견임을 그에게 설명한다. 티나는 두 형제에게 48시간 동안 아이로 돌아갈 수 있는 새로운 공식을 소개한다. 이는 타비사의 학교에 잠입하여 고급 유아 교육 센터의 설립자이자 교장인 어윈 암스트롱 박사가 부모님들 몰래 무엇을 계획하고 있는지 알아내기 위함이다.
학교에서 7세의 자신으로 돌아간 팀은 타비사를 따라 그녀의 반으로 가고, 아기 테드는 다른 아기들과 함께 배치된다. 테드는 아기들을 규합하여 놀이방에서 탈출하고 암스트롱의 사무실로 가서 조사할 수 있도록 돕는다. 팀은 수업을 방해하여 교장실로 보내지려 하지만, 대신 "상자"에 갇혀 타임아웃을 당한다. 테드는 암스트롱이 사실 로봇 슈트를 입은 아기이며, 부모보다 자신이 더 똑똑하다는 것을 깨닫고 집을 뛰쳐나와 인기 있는 전화 앱을 만들어 돈을 벌고 있다는 것을 알게 된다. 그의 궁극적인 계획은 B-Day에 모든 부모를 제거하여 자녀들에게 더 이상 무엇을 해야 할지 말할 수 없게 만드는 것이다.
타비사가 독창곡을 부르기로 되어 있는 연휴 축제 전날 밤, 형제들과 티나는 암스트롱을 폭로할 계획을 세운다. 그러나 그들은 B-Day가 그날 밤 암스트롱의 새로운 앱인 QT-Snap을 통해 일어날 예정이며, 이 앱이 부모들을 정신없는 좀비로 최면을 걸 것이라는 것을 알게 된다. 팀과 테드 모두 암스트롱의 닌자 아기들에게 붙잡혀 천천히 물이 차오르는 상자에 갇힌다. 타비사는 독창곡을 부르지만, 팀이 나타나지 않은 것을 보고 울면서 무대에서 뛰쳐나간다. 그녀는 티나에게 위로받는데, 티나는 자신의 정체와 임무를 밝힌다. 타비사는 동생을 돕기로 동의하고, 전 세계적으로 퍼지기 전에 서버에 접근하여 QT-Snap을 종료시킨다. 팀과 테드는 타비사의 애완 조랑말 프레셔스의 도움으로 상자에서 탈출한다.
팀과 테드가 먼저 서버에 도착하지만, 암스트롱에게 저지당하고 암스트롱은 좀비 부모들을 불러 백업을 요청한다. 형제들이 약효가 떨어지기 시작하면서 그들을 막는 동안, 티나와 타비사는 서버로 올라간다. 타비사는 해킹에 성공하여 종료 화면을 띄우지만 암스트롱에게 방해받는다. 자매들은 멘토스와 소다를 사용하여 사탕 용암 화산을 터뜨려 서버를 파괴하고 모든 부모들을 정상으로 되돌린다. 티나는 팀과 테드를 다시 한자리에 모으는 것이 자신의 진정한 임무였음을 밝힌다. 템플턴 가족은 모두 모여 크리스마스를 축하하고, 암스트롱은 자신의 가족에게 돌아간다.

## 캐스팅
- 알렉 볼드윈 - 테드 템플턴 주니어 / 보스 베이비 역
- 제임스 마스던 - 팀 템플턴 역
- 에이미 세다리스 - 티나 템플턴 역
- 아리아나 그린블라트 - 타비사 템플턴 역
- 제프 골드블럼 - 닥터 어윈 암스트롱 역
- 에바 롱고리아 - 캐럴 템플턴 역
- 지미 키멜 - 테드 템플턴 시니어 역
- 리사 쿠드로 - 재니스 템플턴 역
- 제임스 맥그래스 - 위지 역

### 한국어 출연
- 이현 - 테드 템플턴 주니어 / 보스 베이비 역
- 엄상현 - 팀 템플턴 역
- 이재현 - 캐럴 템플턴 역
- 윤용식 - 테드 템플턴 시니어 역
- 김채하 - 재니스 템플턴 역
- 김서영 - 티나 템플턴 역
- 손종환 - 법사 역
- 양석정 - 닥터 암스트롱 역
- 홍범기 - 짐보 역